# 厚叶算盘子
厚叶算盘子（学名：Glochidion hirsutum），为大戟科算盘子属下的一个种。

## 扩展阅读
維基物種上的相關：厚叶算盘子